# Треонін
Треоні́н, Thr, T (α-аміно-β-гідроксимасляна кислота; 2-аміно-3-гідроксибутанова кислота) — гідрокси-амінокислота, яка не може синтезуватися в організмі людини,  отже це незамінна амінокислота. Це протеїногенна амінокислота - бере участь в розбудові білкових молекул в організмах усіх живих істот. 
Амінокислота треонін була отримана в 1935 році  з білків казеїну та фіброїну. 
В молекулі треоніну присутні два асиметрічних атоми карбону  (в α- та β-положеннях), завдяки чому є можливим його існування у вигляді чотирьох ізомерних форм, а саме: L- та D-треоніну, L- та D-ало-треоніну. 
Як кормова добавка використовується у раціонах багатьох тварин, для виробництва кормів, у свинарстві. Підтримує у організмі білковий обмін. Бере участь у обміні жирів, колагену і еластину. Стимулює імунітет, сприяє утворенню антитіл, регулює засвоєння кормів[джерело не вказане 3330 днів]. Треонін впливає на ріст м'язів скелета, синтез імунних білків, травних ферментів, гліцерину.[джерело не вказане 3330 днів]
У раціонах на основі зернових треонін знаходиться в дуже малій кількості і є другою лімітуючою амінокислотою, після лізину.
Щоб збагатити корм, використовують кристалічний треонін. Введення L-Треоніну покращує якість м'яса і зменшує витрати корму та забезпечує досягнення високих приростів.